# Dictyochales
A Dictyochales kis fotoszintetikus egysejtűek kládja a sárgásmoszatok (Stramenopila) csoportjában. Magas halhalálozást okozó káros algavirágzásokból jól ismert planktonikus fajok tartoznak ide, és elsősorban tengervízben élnek. Ezenkívül gazdag fosszilis rekordja van szilikátvázai alapján.

## Genetika
18S rRNS-e egy része alapján 2025-ben kimutatták Sidón-Ceseña  et al.

## Morfológia

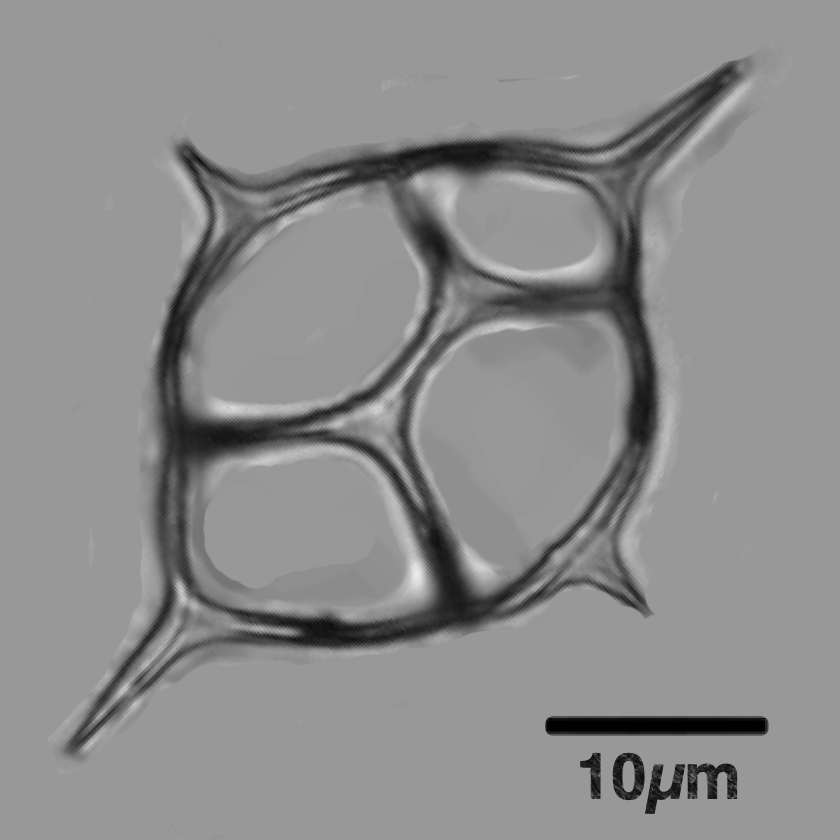
Dictyocha fibula

Egysejtűek 1 kiemelkedő ostorral és szilikátvázzal, melyet üreges hasábokból a sejtplazmán kívül épít. A vázmorfológia eltérő: lehet egyszerű gyűrű, ellipszis vagy háromszög alakú, vagy összetettebb hasábelrendezésű. Például a D. fibula váza hatszöget körülvevő perifériás sokszögekből áll. E vázak a tengeri üledékek kis részét alkotják, s jól ismert mikrofosszíliák, melyek legkésőbb a kora krétában jelentek meg.
A Dictyochales algának tekinthető fotoszintézisre való képessége miatt. Kloroplasztiszai általában a sejtmagot tartalmazó központi sejtplazma kiemelkedéseiben található. Egyes feltételezések szerint plasztisza a Haptophytinából származik harmadlagos endoszimbiózissal.

## Ökológia
Planktonikus mikroalgaklád a tengervíz felső részében. Hideg és meleg vízhez egyaránt alkalmazkodott. A kovamoszatokhoz hasonlóan magas szilikát- és tápanyagmennyiség mellett a legtermékenyebb felszínközeli vizekben. Káros algavirágzást okozhat Európa nagy részén. Virágzása a halakat a kopoltyúk obstrukciójával és abráziójával öli, mely fulladásos halált okoz. Ezenkívül egyes fajai ichtiotoxinokat, vagyis halmérgeket termelnek, de hatásuk vitatott. A fizikai halsérülés mellett a víz oldottoxigén-tartalma sejtlégzésük miatti virágzáskori csökkenése is halhalált okoz akvakultúrában és haltenyészetekben.

## Biokémia
Pigmentje hexanoiloxifukoxantin.

## Rendszertan

### Csoportosítás
A Dictyochales első ismert családja a Dictyochaceae (ICN) vagy Dictyochidae (ICZN). Korábban a sárgamoszatok (Chrysophyceae) közé sorolták. Morfológiai és molekuláris hasonlóságok alapján átkerült a Dictyochophyceae kládba, mely 3 további csoportot (Pedinellales, Florenciellales és Rhizochromulinales) tartalmaz. Több évtized filogenetikai elemzései alapján a Dictyochophyceae az Ochrophytina egyik kládja a sárgásmoszatok szupercsoportján belül.

### Nemzetségek
4 élő nemzetsége van: Dictyocha, Octactis, Stephanocha (korábban Distephanus, de ez a zárvatermők Distephanus nemzetségével homonim) és Vicicitus. 11 ismert élő fajával a Dictyocha volt korábban a klád egyetlen tagja, míg a Vicicitus nemzetséget egy korábban a Chattonella nemzetségbe sorolt fajnak létrehozták, melyről filogenetikai elemzéssel igazolták, hogy a Dictyochophyceae faja.
- Dictyocha Ehrenberg, 1837 – 4 spp.[13]
- Octactis J. Schiller, 1925 – 2 spp.[12]
- Stephanocha R.W.Jordan et McCartney, 2015 (=Distephanus Stöhr, 1880 nom. illeg.)[10] – 4 spp.
- Vicicitus F.H.Chang, 2012}} – 1 sp.[11]

Ezenkívül több kihalt nemzetség is van, de csoportosításuk nehéz, mert az élő fajokon belül is változatos vázformák jelenhetnek meg.
- †Arctyocha Bukry, 1985 – 3 spp.
- †Corbisema Hanna, 1928 – 5 spp.
- †Cornua Schulz, 1928 – 6 spp.[14][3]
- †Gleserocha McCartney, Witkowski et Harwood, 2014 – 3 spp.[3]
- †Lyramula Hanna, 1928 – 2 spp.
- †Schulzyocha McCartney, Witkowski et Harwood, 2011 – 5 spp.[14]
- †Umpiocha McCartney, Witkowski et Harwood, 2011 – 2 spp.[14]
- †Vallacerta Hanna, 1928 – 5 spp.
- †Variramus McCartney, Wise, Harwood et Gersonde, 1990 ex McCartney, Witkowski et Harwood 2011}} – 2 spp.[14]

## Evolúció
A Dictyochales fosszilis rekordja a kora albiig (mintegy 115 Ma) nyúlik vissza, de a késő krétai és paleocén fosszíliák evolúciójáról kevés az ismeret, a legjobban ismert fajok az eocéntől a holocénig terjednek. A krétai vázak jelentősen különböznek a kainozoikumiaktól: a santoni előtt elágazó, nem gyűrűs alakúak voltak. A kainozoikum során a Dictyochales összetettebb apikális és bazális szerkezeteket kezdett mutatni, melyek így jobban hasonlítanak félgömbre. Így mitózis után a két utódsejt vázai közel gömb alakúak.

## Fordítás
Ez a szócikk részben vagy egészben  a   Dictyochales című angol Wikipédia-szócikk ezen változatának fordításán alapul.  Az eredeti cikk szerkesztőit annak laptörténete sorolja fel. Ez a jelzés csupán a megfogalmazás eredetét és a szerzői jogokat jelzi, nem szolgál a cikkben szereplő információk forrásmegjelöléseként.